# Herrenhaus Nippoglense
Schloss Nippoglense (polnisch Pałac w Niepoględziu) liegt im Powiat Słupski (Kreis Stolp) der polnischen Woiwodschaft Pommern.
Der Ort war alter Lehensbesitz der von Zitzewitz. Durch Erbschaft gelangte der Besitz 1565 an die von Krockow, die bis 1646 auf Nippegelnse ansässig waren. Für kurze Zeit waren die von Puttkamer Besitzer. Als Georg von Puttkamer und sechs seiner Kinder bei einem Schiffsunglück umkamen, aber seine Frau sich zusammen mit Simon von der Pirch retten konnte, wurden durch Einheirat die von Pirch Besitzer. 
Im Jahr 1733 fiel der Besitz wieder an die von Zitzewitz, 1882 wieder an die von Puttkamer.  
Das heutige Herrenhaus geht zurück auf eine mittelalterliche Burg, die zur Errichtung eines Herrenhauses abgerissen wurde. Im Jahr 1864 wurde unter Verwendung des Herrenhauses ein zweigeschossiger zeitgemäßer Bau mit dreigeschossigem Mittelrisalit aufgeführt. Teile des Baus aus dem Mittelalter sind in den Außenwänden noch zu erkennen. Die zwei Flügel des Baus sind durch einen sechseckigen turmartigen Bau verbunden, der zur Parkseite hin eine breite mehrflügelige Tür hat, von der eine Freitreppe zum Park hin führt.
Ab 1882 war Jesko von Puttkamer Besitzer, über Otto von Puttkamer war ab 1929 sein Enkel, ebenfalls Jesko Besitzer. Als Kontaktmann der Widerstandsgruppe vom 20. Juli 1944 wurde Jesko von Puttkamer von der GeStaPo inhaftiert, überlebte das Kriegsende, nahm sich aber 1947 das Leben.